# Runcu (Gorj)
Runcu è un comune della Romania di 5594 abitanti, ubicato nel distretto di Gorj, nella regione storica dell'Oltenia.
Il comune è formato dall'unione di 7 villaggi: Bâlta, Bâltișoara, Dobrița, Răchiți, Runcu, Suseni, Valea Mare.